# HD 176668
HD 176668，又名BD+62 1669，SAO 18082、HR 7191，是一颗恒星，视星等为6.45，位于銀經92.68，銀緯23.18，其B1900.0坐标为赤經18h 56m 17s，赤緯+62° 23.18′ 41″。